# Sztabin (gmina)
Sztabin – gmina wiejska w województwie podlaskim, w powiecie augustowskim. W latach 1975–1998 gmina położona była w województwie suwalskim.
Siedziba gminy to Sztabin.
Według Powszechnego Spisu Ludności z 1921 roku gminę zamieszkiwało 4763 osoby, wśród których 4685 było wyznania rzymskokatolickiego, 11 prawosławnego, 3 ewangelickiego, 2 staroobrzędowego a 62 mojżeszowego. Jednocześnie 4758 mieszkańców zadeklarowało polską przynależność narodową a 10 rosyjską. W gminie było 823 budynki mieszkalne.
Według danych z 30 czerwca 2008 gminę zamieszkiwało 5291 osób.

## Struktura powierzchni
Według danych z roku 2002 gmina Sztabin ma obszar 361,8 km², w tym:
- użytki rolne: 47%
- użytki leśne: 40%

Gmina stanowi 21,82% powierzchni powiatu.

## Demografia

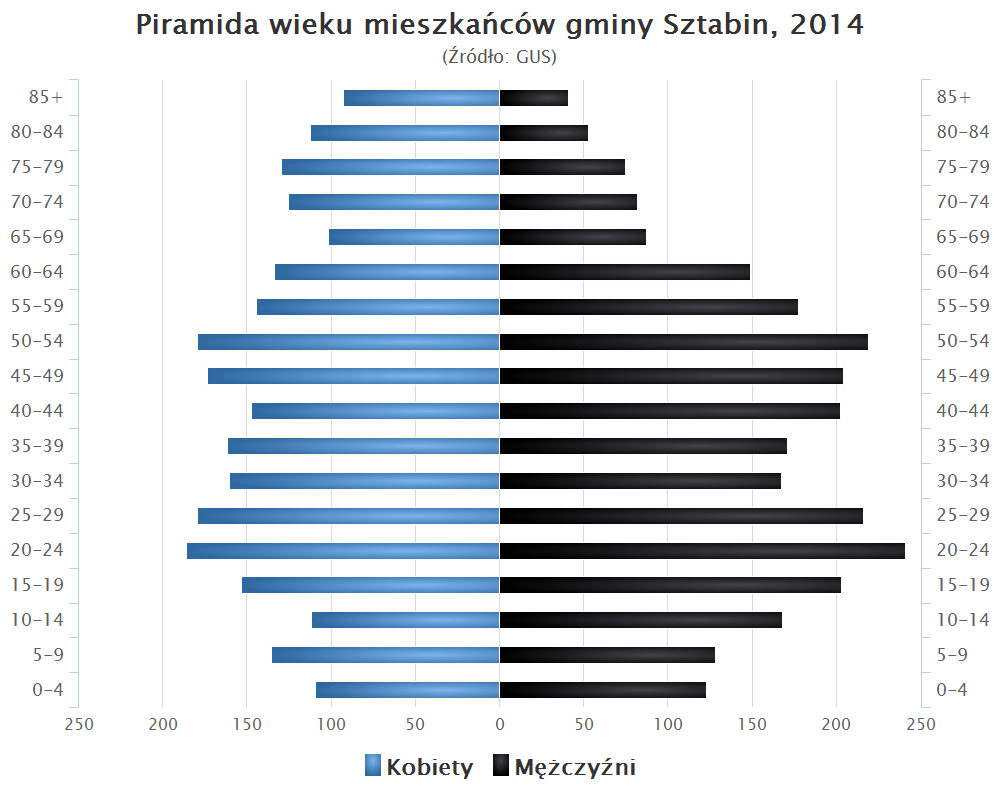
Piramida wieku mieszkańców gminy Sztabin w 2014 roku

Dane z 30 czerwca 2008:
| Opis                              | Ogółem | Ogółem | Kobiety | Kobiety | Mężczyźni | Mężczyźni |
| --------------------------------- | ------ | ------ | ------- | ------- | --------- | --------- |
| jednostka                         | osób   | %      | osób    | %       | osób      | %         |
| populacja                         | 5291   | 100    | 2543    | 48,06   | 2748      | 51,94     |
| gęstość zaludnienia (mieszk./km²) | 14,62  | 14,62  | 7,03    | 7,03    | 7,60      | 7,60      |

## Sołectwa
Balinka, Budziski, Cisów, Czarniewo, Czarny Las, Długie, Ewy, Fiedorowizna, Hruskie, Huta, Jagłowo, Jaminy, Janówek, Jasionowo, Jasionowo Dębowskie, Jastrzębna Pierwsza, Jastrzębna Druga, Jaziewo, Kamień, Karoliny, Komaszówka, Kopiec, Kopytkowo, Krasnoborki, Krasnybór, Kryłatka, Kunicha, Lebiedzin, Lipowo, Mogilnice, Motułka, Ostrowie, Podcisówek, Polkowo, Sosnowo, Sztabin, Ściokła, Wolne, Wrotki.

## Miejscowości niesołeckie
Andrzejewo, Brzozowe Grądy, Brzozowe Grądy (osada leśna), Chomaszewo, Dębowo, Grzędy, Klonowo, Kolonie Jasionowo, Łubianka, Rogowo, Wilcze Bagno, Wilkownia, Żmojdak.

## Sąsiednie gminy
Augustów, Bargłów Kościelny, Dąbrowa Białostocka, Goniądz, Jaświły, Lipsk, Płaska, Suchowola